# Italijani
Italijani so pretežno prebivalci Italije, nekaj jih je tudi v Sloveniji, na Tirolskem, Hrvaškem, v Franciji in v Švici. Izven Evrope, jih je veliko v Argentini, Braziliji, ZDA, Venezueli, Avstraliji, Kanadi, Urugvaju in Čilu. Govorijo italijansko.